# Zach Sobiech
Zachary David « Zach » Sobiech, né le 3 mai 1995 à Saint-Paul (Minnesota, États-Unis) et mort 20 mai 2013 dans la même ville, est un chanteur de rock et compositeur américain, membre du groupe A Firm Handshake. Le single du groupe intitulé Clouds (2013) acquiert une grande attention des médias à la suite de sa diffusion sur YouTube, juste avant la mort de Zach d'un cancer,.

## Vie et carrière
À 14 ans, Sobiech est diagnostiqué avec un ostéosarcome, un cancer des os qui frappe surtout les enfants. CBS a rapporté que lors de son traitement, il a subi dix interventions chirurgicales et 20 traitements de chimiothérapie. Il commence à écrire de la musique après son diagnostic, et fonde plus tard le groupe A Firm Handshake avec ses amis Samantha « Sammy » Brown et Reed Redmond.
En mai 2012, ses médecins l'informent qu'il n'a plus qu'un an à vivre. Sobiech enregistre alors la chanson Clouds (en) au sujet de son combat contre le cancer, et la publie sur YouTube en décembre 2012 ; elle est  devenue une vidéo virale.
Le premier album Fix Me Up (en), sort au début de l'année 2013.
Zach Sobiech meurt le 20 mai 2013, à 18 ans, des complications de l'ostéosarcome, à son domicile de Lakeland (Minnesota), une banlieue est de Saint Paul (Minnesota),. Ses funérailles ont lieu à l'église catholique de St-Michael et il est enterré dans le cimetière de St-Michael.
Le single Clouds (en) est monté pour la première fois au sommet d'iTunes en 2013, peu de temps après la mort de Zach. À ce stade, la vidéo, publiée en 2012 sur  YouTube, qui a conduit à l'ascension de la chanson avait été visionnée 4 millions de fois.
Après la sortie du film, la chanson « Clouds (en) » a atteint le palmarès des chansons d'iTunes à la première place une deuxième fois aux États-Unis, 7 ans après la mort de Zach. Sa vidéo a recueilli quant à elle plus de 15 millions de vues. Au 31 décembre 2020, elle a recueilli plus de 17 millions de vues.

## Héritage
La famille de Zach crée The Zach Sobiech Osteosarcoma Fund en 2013 au Children's Cancer Research Fund (en). En décembre 2020, la fondation de Zach a atteint 2,4 millions de dollars.

### Film
D'autres artistes publient des versions d'hommage de la vidéo « Clouds (en) », dont la plus notable sur la chaine YouTube « SoulPancake », avec Rainn Wilson lui-même, Bryan Cranston, Ashley Tisdale, Sara Bareilles et d'autres.
L’acteur et réalisateur Justin Baldoni se lance dans un projet qui lui tient particulièrement à cœur : raconter l’histoire d’hommes et de femmes touchés par la maladie et qui essaient de changer le monde, à leur manière. En sillonnant le pays pour son documentaire My Last Days (« Mes derniers jours »), il va croiser en 2013 la route de Zach Sobiech. Atteint d’un cancer des os (ostéosarcome) il a ému l’Amérique tout entière avec ses balades. Clouds (en) n’est autre que le titre de l’une de ses chansons. Un an après sa mort, sa mère publie un livre, intitulé «Fly a Little Higher: How God Answered a Mom's Small Prayer in a Big Way», dans lequel elle retrace le parcours de Zach et comment il a réussi à lever des millions de dollars pour son association. Touché par l’histoire de Zach, Justin Baldoni demandera à sa mère l’autorisation de porter son histoire sur grand écran,.
Au début de 2016, il a été annoncé que Warner Bros. pourrait faire un film basé sur le livre. Justin Baldoni, est attaché à la réalisation et à la production du film intitulé Clouds, la dernière chanson de Zach. 
En septembre 2019, le casting réunit Fin Argus dans le rôle de Zach aux côtés de Sabrina Carpenter, Madison Iseman, Neve Campbell, Tom Everett Scott et Lil Rel Howery. Le 14 mai 2020, il a été annoncé que Disney+ avait acquis les droits de distribution du film de Warner Bros., à la lumière de l'impact de la pandémie COVID-19 sur l'industrie cinématographique,, le film sera proposé en exclusivité sur Disney+ dans tous les pays où le service est disponible le 16 octobre 2020,.

## Discographie

### E.P
| Titre          | Détails de l'album                                                             | Classement | Classement | Classement | Classement | Classement | Classement | Classement | Classement |
| Titre          | Détails de l'album                                                             | US         | US Dig.    | US Heat.   | US Indie   | US Rock    | CAN        | UK         | UK Indie   |
| -------------- | ------------------------------------------------------------------------------ | ---------- | ---------- | ---------- | ---------- | ---------- | ---------- | ---------- | ---------- |
| Fix Me Up (en) | - Sortie: February 15, 2013 - Label: Rock the Cause - Format: digital download | 20         | 9          | 27         | 4          | 6          | 22         | 121        | 24         |

### Single
| Single      | Année | Classement | Classement | Classement | Classement | Classement | Album          |
| Single      | Année | US         | US Rock    | CAN        | UK         | UK Indie   | Album          |
| ----------- | ----- | ---------- | ---------- | ---------- | ---------- | ---------- | -------------- |
| Clouds (en) | 2013  | 26         | 3          | 14         | 50         | 8          | Fix Me Up (en) |